# خوسيه رافاييل
خوسيه رافاييل (22 نوفمبر 1958 بفارو في البرتغال - ) هو لاعب كرة قدم برتغالي في مركز الهجوم. شارك مع منتخب البرتغال لكرة القدم. أما مع النوادي، فقد لعب مع نادي بوافيشتا ونادي بيلينينسش ونادي فيتوريا سيتوبال وأمورا ‏ ونادي فارنزي.

## وصلات خارجية
- خوسيه رافاييل على موقع قاعدة بيانات كرة القدم.إي يو (الإنجليزية)
- خوسيه رافاييل على موقع ناشيونال فوتبول تيمز (الإنجليزية)